# NGC 6116
NGC 6116 (również PGC 57800 lub UGC 10336) – galaktyka spiralna (Sb), znajdująca się w gwiazdozbiorze Korony Północnej. Odkrył ją Édouard Jean-Marie Stephan 10 lipca 1880 roku. Jest to galaktyka z aktywnym jądrem typu LINER.